# Platypalpus murphyi
Platypalpus murphyi är en tvåvingeart som beskrevs av Chillcott 1962. Platypalpus murphyi ingår i släktet Platypalpus och familjen puckeldansflugor.
Artens utbredningsområde är Alaska. Inga underarter finns listade i Catalogue of Life.